# Шосе Кабул-Кандагар
Шосе Кабул–Кандагар (NH0101) — шосе завдовжки 483 кілометри, що з'єднує два найбільших міста Афганістану: Кабул і Кандагар. Починається з Даште Барчі в Кабулі та проходить через Майданшахр, Сайдабад, Газні та Калат, аж поки не досягне Айно-Міни в Кандагарі. Зараз його відновлюють у різних місцях. Ця магістраль є ключовою частиною національної системи автомобільних доріг Афганістану або «Національної магістралі 1». На всьому шосе між Кабулом і Кандагаром немає гірських перевалів, але в деяких місцях поблизу багато гір.

## Історія

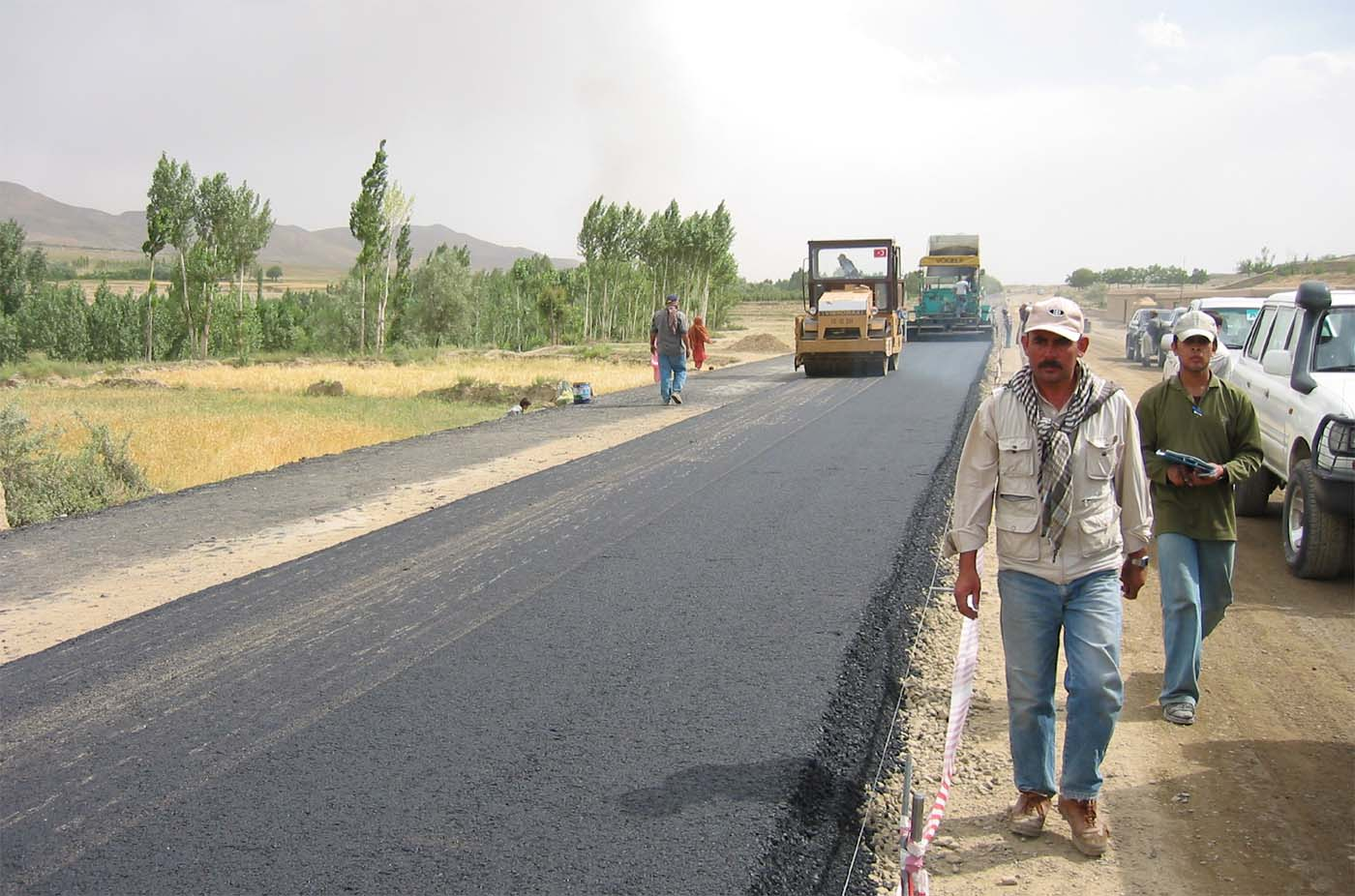
Укладання нового покриття на магістральній дорозі Кабул-Кандагар влітку 2003 року.

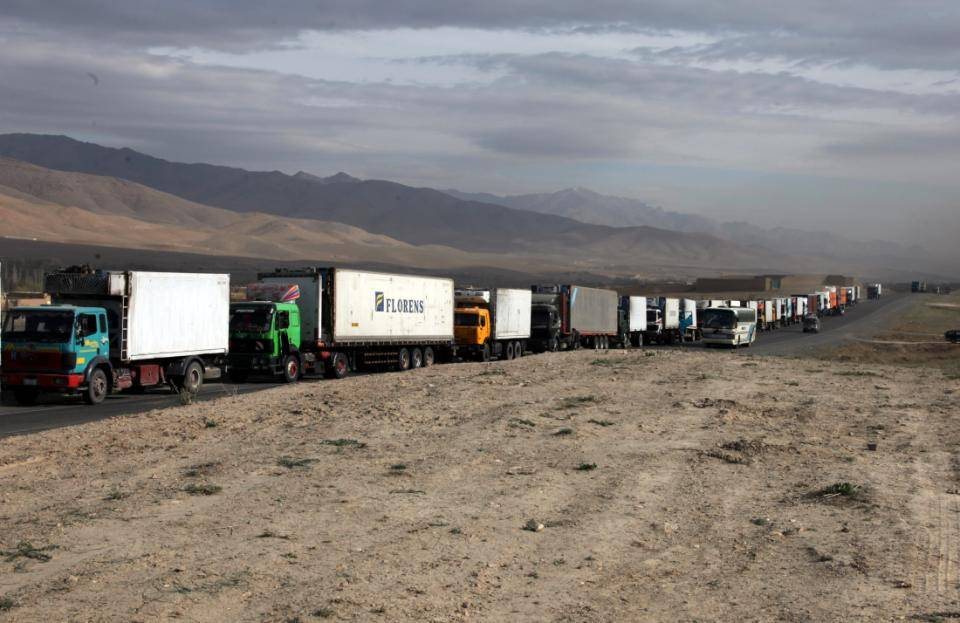
Шосе Кабул — Кандагар у провінції Майдан Вардак у 2010 році

Кажуть, шосе Кабул–Кандагар було спроектовано та заасфальтовано в 1960-х роках афганськими та американськими інженерами за контрактами з Управлінням міжнародного співробітництва США. Це був час, коли Радянський Союз і Сполучені Штати поширювали свій вплив в Афганістані. У ті роки шосе в основному використовували вантажівки та автобуси, оскільки приватних транспортних засобів було дуже мало порівняно з теперішнім часом. У 1980-х роках, крім вантажівок і приватних автомобілів, між Кабулом і Кандагаром часто проїжджали військові колони Радянського Союзу. Шосе почало руйнуватися в 1990-х роках.
Наприкінці 2002 або на початку 2003 року, під час президентства Хаміда Карзая, Сполучені Штати профінансували ремонт і реконструкцію 389 кілометрів дороги (вартістю близько 190 мільйонів доларів), тоді як Японія профінансувала 50 км. Лише близько 43 кілметри дороги було придатно для використання до ремонту. Проект реконструкції здійснювався під наглядом Louis Berger Group за підтримки турецьких та індійських інженерів у плануванні та проектуванні. У грудні 2003 року було завершено першу чергу асфальтування, і шосе було відкрито для руху. Подорож від Кандагара до Кабула зазвичай займала 18 годин, але після реконструкції вона скоротилась приблизно до 6 годин.
У 2022 році уряд Афганістану вирішив відновити та відремонтувати шосе. Незабаром почалися роботи в різних провінціях країни, де проходить автомагістраль. Будівництво платної зони почалося в провінції Кабул наприкінці 2022 року. Ще один платний пункт планується побудувати в провінції Кандагар.
Автобусний вокзал Даште Барчі забезпечує транспортні послуги до провінцій Майдан Вардак, Баміан, Газні, Дайкунді та Гор. Є ще один такий термінал в Айно Міна в Кандагарі і один у західній частині цього міста, який забезпечує автобусне сполучення з Лашкаргахом, Заранджом, Фарахом і Гератом. Автобусні термінали регулюються Міністерством транспорту та цивільної авіації Афганістану.

## Маршрут
Шосе Кабул–Кандагар починається від Даште Барчі в західній частині Кабула. Проходить через провінції Кабул, Майдан Вардак, Газні, Забул і Кандагар.

## Великі аварії та проблеми безпеки
Станом на початок 2004 року бойовики Талібану продовжували переслідувати тих, хто йшов коридором. На маршруті були вбиті афганські охоронці, солдати, найманці та робітники. У жовтні 2003 року вони викрали турецького підрядника, а в грудні того ж року вони викрали двох індійських робітників. У лютому 2004 року повстанці Талібану збили вертоліт Louis Berger Group, убивши трьох людей.
У березні 2004 року повстанці вбили турецького інженера та афганського охоронця. Ще одного турецького інженера та перекладача викрали. Ця дія спонукала Сполучені Штати створити невеликі цивільно-військові групи в трьох місцях уздовж маршруту. Ці команди більше не існують.
8 травня 2016 року на шосе Кабул-Кандагар в окрузі Мокор провінції Газні сталася велика ДТП, що загинуло щонайменше 73 і було поранено понад 50 людей. Два автобуси, які прямували з Кабула до Кандагара, зіткнулися з бензовозом, що спричинило вогняне пекло. Повідомляється, що транспортні засоби мчали на швидкості, щоб уникнути засідки талібів. Щонайменше 35 людей загинули у вересні 2016 року під час зіткнення бензовоза з пасажирським автобусом.